# أدريانوس تاروريه
أدريانوس تاروريه (بالإندونيسية: Adrianus Taroreh) (3 أغسطس 1966 – 5 فبراير 2013) هو ملاكم إندونيسي راحل، مثّل بلاده في الألعاب الأولمبية الصيفية 1988.

## وصلات خارجية
أدريانوس تاروريه على موقع بوكس ريك (الإنجليزية) (registration required)
- أدريانوس تاروريه على موقع أوليمبيديا (الإنجليزية)